# John Augustus Roebling
John Augustus Roebling, född som Johann August Röbling den 12 juni 1806 i Mühlhausen, Preussen, död den 22 juli 1869 i New York, var en preussisk ingenjör och brokonstruktör.
Roebling genomgick polytekniska skolan i Berlin och flyttade 1831 över till USA, där han i Pittsburgh anlade en fabrik för tillverkning av järntrådslinor, som sedan kom till vidsträckt användning vid hans hängbrokonstruktioner. Det första mera framstående arbetet, en hängakvedukt på Pennsylvaniakanalen över Monongahelafloden, fullbordades 1845, och detta följdes av hängbron över Monongahelafloden vid Pittsburgh och flera hängakvedukter på Delaware-Hudson-kanalen.
Sedan Roebling flyttat sin fabrik till Trenton, New Jersey, började han 1851 bygga en häng- och gallerbro (med ett enda spann av 250 meters längd) vid Niagarafallen med dubbla banor (för järnvägståg ovanpå den för vanliga åkdon avsedda gallertunneln), vilken fullbordades 1855 och gjorde tjänst ända till 1896. Sedan utförde han en hängbro med 322 meters spann över Ohiofloden vid Cincinnati och projekterade den stora hängbron över East River mellan New York och Brooklyn, vilken utfördes 1869-76. Redan vid grundläggningen av de stora kabeltornen förolyckades han genom ett olycksfall, och det epokgörande verket slutfördes av hans son Washington Augustus Roebling (1837-1926), vilken även på ett förtjänstfullt sätt fullföljde och utvecklade faderns insatser i brobyggnadsteknikens utveckling samt var verksam som president för firman John A. Roeblings Sons Co. stållinefabriker i Trenton.

## Projekt
- 1844 - Allegheny Aqueduct Bridge
- 1846 - Smithfield Street Bridge
- 1848 - Lackawaxen Aqueduct
- 1849 - Roebling's Delaware Aqueduct
- 1850 - High Falls Aqueduct
- 1850  - Neversink Aqueduct

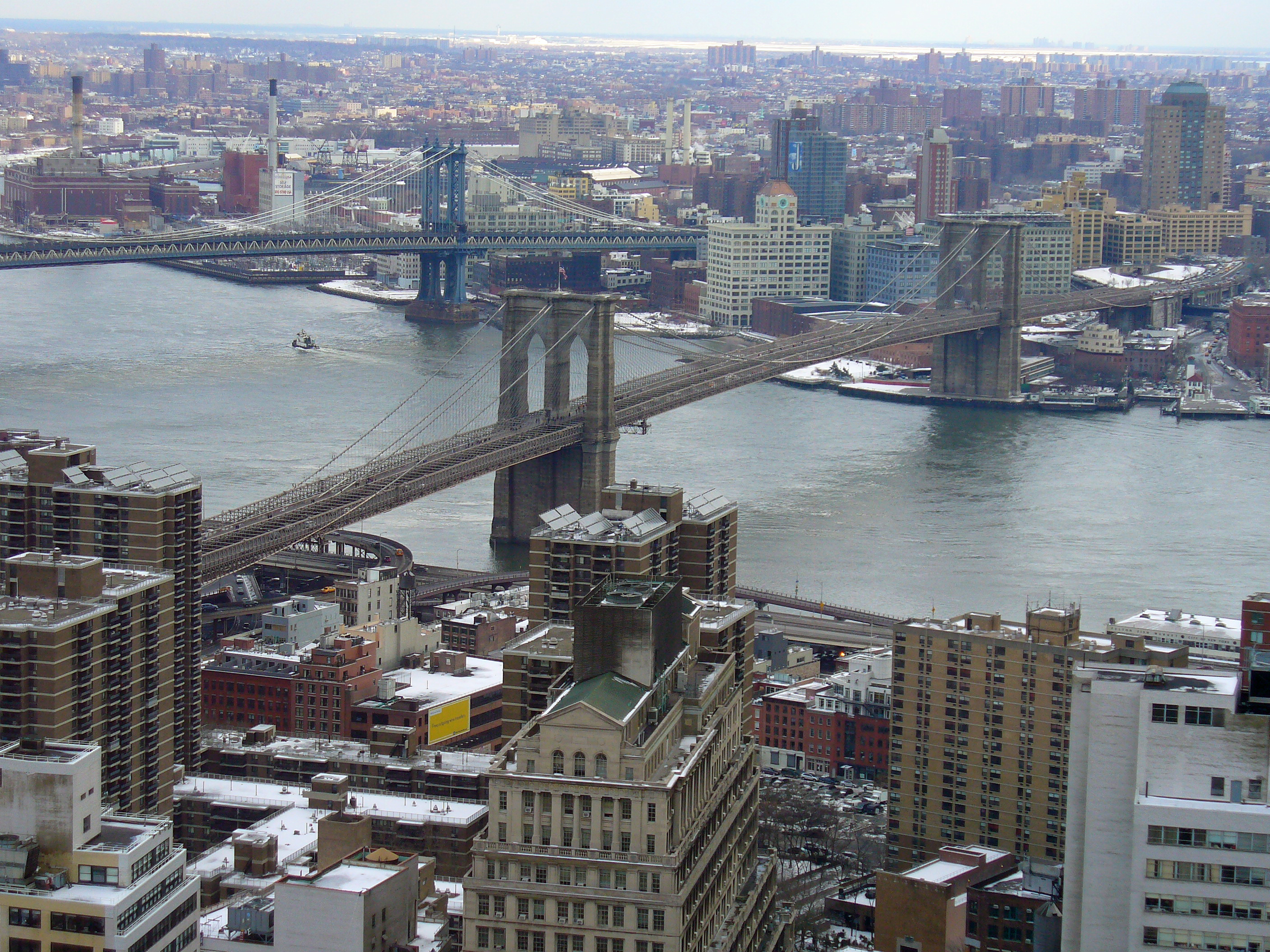
Brooklyn Brigde.

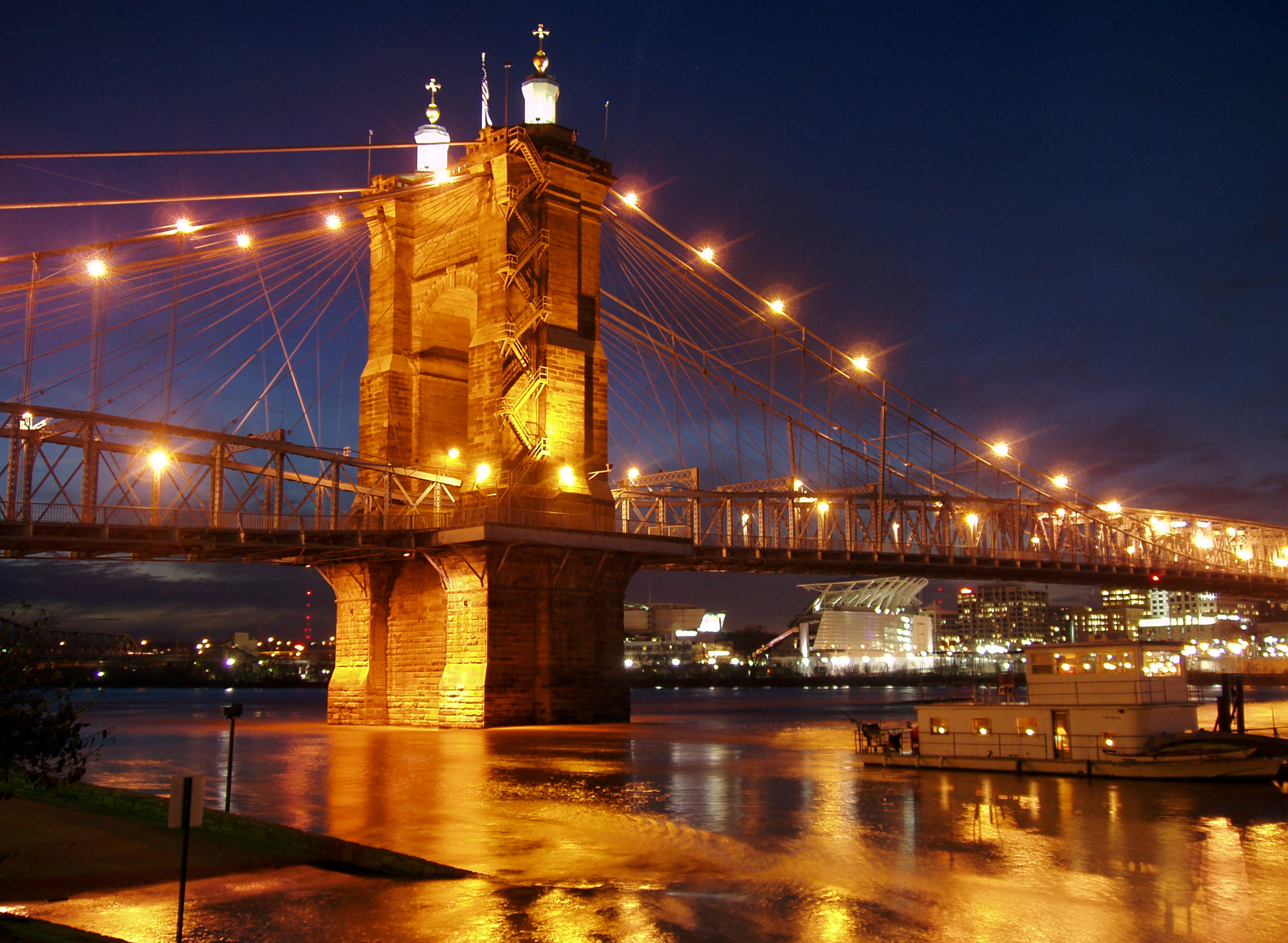
John A. Roebling Suspension Bridge.

- 1854 - Niagara Falls Suspension Bridge
- 1859 - Allegheny Bridge
- 1867 - John A. Roebling Suspension Bridge
- 1869 - Waco Suspension Bridge
- 1883 - Brooklyn Bridge